# Aanfietsen
| Deze 300 cc New Imperial Light Tourist uit 1920 heeft geen aanfietsketting, geen startmotor en geen kickstarter, en moest dus worden aangelopen. |
| Een vroege vorm van een kickstarter op een P&M uit 1919. Via een startkettinkje wordt rechtstreeks de krukas rond getrapt...                     |

Aanfietsen is de ouderwetse manier om een motorfiets te starten. Men moest letterlijk fietsen tot de motor aansloeg. Daartoe waren de machines voorzien van een tweede ketting, de aanfietsketting of startketting. Een stevige fietsstandaard onder het achterwiel maakte het mogelijk de motorfiets stilstaand aan te fietsen. 
De allereerste motoren moest men aanlopen. In de jaren na de Tweede Wereldoorlog werden er veel clip-on motoren toegepast. Modellen zonder koppeling sloegen af als men stopte en moesten dus ook steeds aangefietst worden.
Het aanlopen van motorfietsen werd nog lang in de wegrace toegepast. Daar kreeg het de naam duwstart.